# 長岡龍步
長岡龍步（日语：／ Nagaoka Ryūho，2月10日—）是一名日本男性聲優，兵庫縣出身，81 Produce所屬。

## 人物
畢業於代代木動畫學院。
方言是關西腔。興趣與專長是歌唱、舞蹈與特技動作。

## 演出作品
※粗體字為主要角色。

### 電視動畫
2018年
- 能繼續奔跑下去真是太好了。（客人）

2022年
- 影宅 2nd Season
- 青之蘆葦（關東綜合選手）
- 受讚頌者 二人的白皇（大和兵）
- 給不滅的你 Season2（記者、男、烏拉利斯傭人）
- 百萬噸級武藏 Season2（操作員）

2023年
- 給不滅的你 Season2（烏拉利斯兵、林利爾傭人、工房的男人、林利爾兵、林利爾市民兵）
- 間諜教室
- HIGH CARD 至高之牌（男性、男客人）
- 飆速宅男 LIMIT BREAK（觀眾）
- 魔術士歐菲 流浪之旅 阿邦拉瑪篇（少年、阿邦拉瑪的人）
- 卡片戰鬥!! 先導者 will+Dress Season2（US成員）
- 眾神眷顧的男人2（學生1）
- MIX 第二季～第二個夏天，邁向晴空～（前川、野野村、飛龍1、三矢）
- 屍體如山的死亡遊戲（士兵、赴火之蟲）
- 【我推的孩子】
- 肌肉魔法使-MASHLE-（學生）
- 魔術士歐菲 流浪之旅 聖域篇（訓練生）
- 機戰少女Alice Expansion（肌肉男）
- 我家的英雄（男）
- 卡片戰鬥!! 先導者 will+Dress Season3（觀眾）
- 烈焰先鋒 救國的橘衣消防員（研究生A、隊員、急救隊員、署員、消防官）
- 不死不運（UNION隊員）
- 位於戀愛光譜極端的我們（搭訕男A）
- 狩龍人拉格納（街上的人、銀器兵們、銀器兵團員）
- 偶像大師 百萬人演唱會！（觀眾們[3]）
- 藥師少女的獨語（官僚）

2024年
- 火焰先鋒 救國的橘衣消防員（隊員B、比留間中隊長、中隊長、發令員、職員）
- 卡片戰鬥!! 先導者 Divinez（男學生、學生）
- HIGH CARD 至高之牌 season2（警官）
- 非自願的不死冒險者（公會職員、考生）
- 戰鬥陀螺 X（記者、業餘Blader）
- 格鬥實況（店員）
- 黑執事 寄宿學校篇（學生）
- 從Lv2開始開外掛的前勇者候補過著悠哉異世界生活（士兵）
- 無職轉生II～到了異世界就拿出真本事～（男學生B）
- WIND BREAKER—防風少年—
- 新人大叔冒險者，被最強隊伍操到死成無敵（4236號、林克斯·洛羅特[4]）
- 女神咖啡廳 第2期（男客人）
- 關於我轉生變成史萊姆這檔事 第3期（達古拉）
- 為何我的世界被遺忘了？（烏爾澤兵）
- 身為VTuber的我因為忘記關台而成了傳說（男客人）
- 前輩是偽娘（司機）
- 魔王軍最強的魔術師是人類（士兵A）
- 小市民系列（男子）
- 一兆＄遊戲（小混混）
- 菇狗（快遞員）
- 百姓貴族  2nd Season（醫生、F先生、馬術場地障礙賽工作人員A）
- BLUE LOCK 藍色監獄 VS. U-20 JAPAN（選手A）
- 再見龍生，你好人生（警備兵、妖精F、迪阿拉姆、神兵1）
- 唯願來世不相識（聲1）
- 青春之箱
- 結緣甘神神社（路人）
- 村井之戀（男學生）

2025年
- 青之壬生浪（家臣）
- 不幸職業【鑑定士】其實是最強的（地獄犬）
- 地縛少年花子君2（學生E）
- 神劍闖江湖－明治劍客浪漫譚－ 京都騷亂（志々雄の部下）
- 魔法製造者～異世界魔法的製作方法～（村裡的年輕人、休伊）
- 戰鬥陀螺 X（同級生）
- 一兆＄遊戲（蛇島的部下）
- 我和班上最討厭的女生結婚了。（男學生A）
- 我獨自升級 Season 2 -Arise from the Shadow-（監視課職員）
- SAKAMOTO DAYS 坂本日常（男）
- 青春特調蜂蜜檸檬蘇打（同級生男子、打工男）
- 灰色：幻影扳機（TFA士兵）
- 紫雲寺家的兄弟姊妹（貝爾澤庫爾）
- 炎炎消防隊 參之章（看守）
- 受到猩猩之神庇佑的大小姐受到王立騎士團寵愛（考生）
- Summer Pockets
- 小市民系列 第2期（江藤、店員）
- 外星人姆姆（客人）
- Classic★Stars – 古典樂★之星（男子、男性）
- 持續狩獵史萊姆三百年，不知不覺就練到LV MAX ～其二～（大蛇、海德拉）
- 搖滾樂是淑女的嗜好（樹）
- 美男高校地球防衛部High collar！（酸湯愛琉志[5]）
- 我們不可能成為戀人！絕對不行。（※似乎可行？）（藤村、男性）
- 新吊帶襪天使（市民）
- 歌聲是法式千層酥（學生們）

時期未定
- 現在的是哪一個多聞！？（甲斐倫太郎[6]）

### 劇場版動畫
2022年
- 鈴芽之旅

2023年
- 大雪海的卡納 星之賢者

2024年
- 劇場版 賽馬娘Pretty Derby：新時代之門
- 數分間的激勵（輕音部員）
- 劇場版草莓王子 開始的物語～Strawberry School Festival!!!～（客人A）

### 網路動畫
2024年
- 高爾夫物語（星老師）
- 吉利蛋、狩獵以及捉迷藏（富家少爺[7]）

### 遊戲
2023年
- 緋染天空 Heaven Burns Red（若旦那）

2024年
- 聖獸之王（傭兵（Type A）/ NPC）
- 廢墟圖書館（ケセド[8]）
- 18TRIP
- 疾風之刃KRITIKA：ZERO（[9]）
- 聖劍傳說 瑪娜幻象

2025年
- 世界計畫 繽紛舞台！ feat.初音未來

## 外部連結
- 長岡龍歩 - 81プロデュースの公式サイト
- 長岡龍步的X（前Twitter）